# Peziza vesiculosa
Peziza vesiculosa (Pierre Bulliard, 1790),  sin. Aleuria vesiculosa (Pierre Bulliard, 1790 ex Claude Casimir Gillet, 1879), din încrengătura Ascomycota, în familia Pezizaceae și de genul Peziza  este o ciupercă comestibilă saprofită, denumită în popor găocele sau păhăruțe. Se găsește în România, Basarabia și Bucovina de Nord, crescând în grupuri, preponderent în tufe, în păduri mixte și de foioase pe sol gras calcaros și argilos prin frunziș, dar de asemenea pe sol fertilizat, paturi de plante și chiar pe grămezi vechi de gunoi de grajd și paie. Apare de la câmpie la munte deja din martie până la sfârșitul lui noiembrie.

## Taxonomie

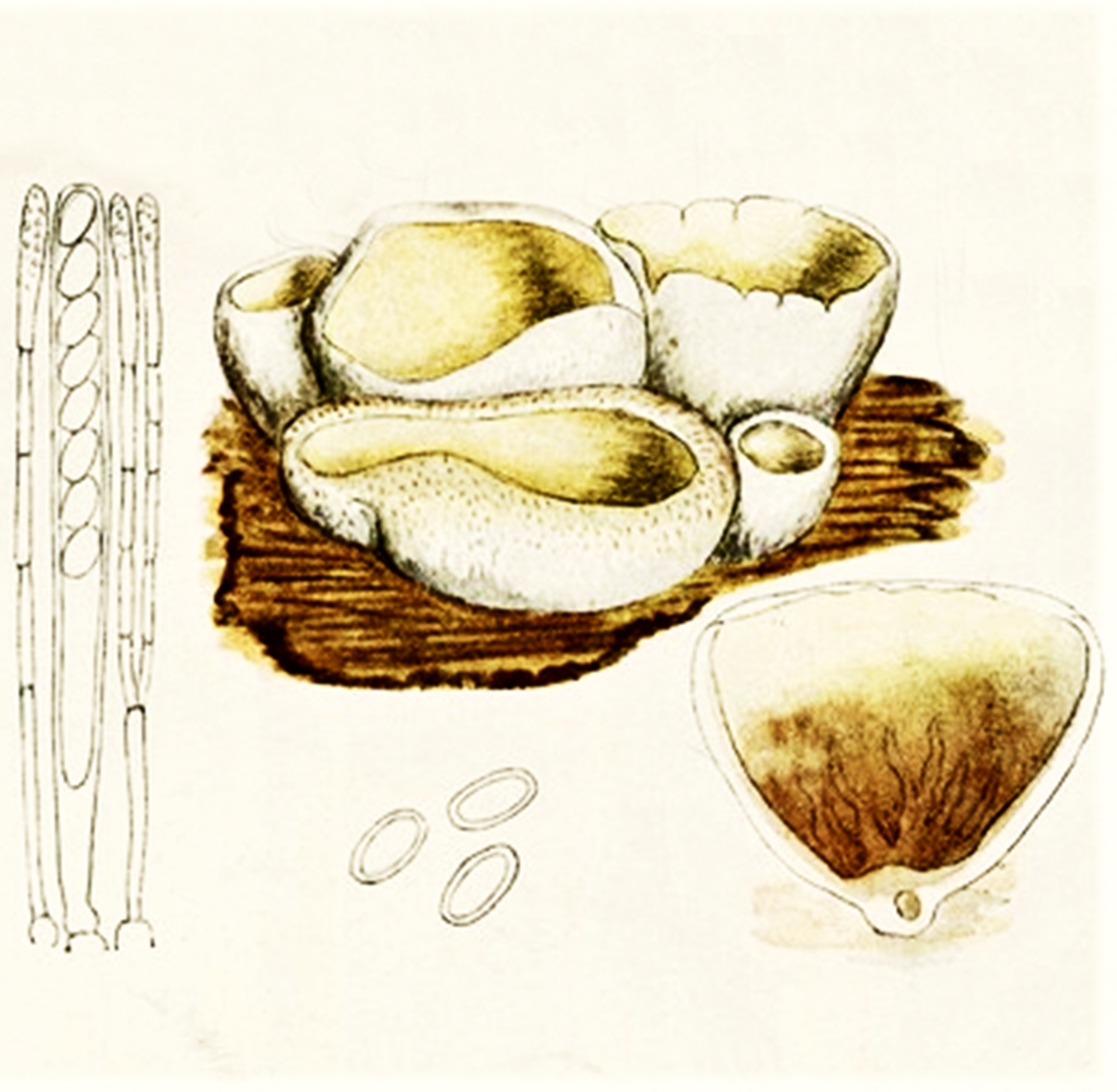
Bres.: Aleuria vesiculosa

Specia a fost descoperită de savantul francez Pierre Bulliard și publicată sub numele binomial Peziza vesiculosa, actual până în prezent (2019) în volumul 10 al marii sale opere Herbier de la France ou, Collection complette des plantes indigenes de ce royaume din 1790. O anumită acceptanță a căpătat și denumirea Aleuria vesiculosa a micologului francez Claude Casimir Gillet, folositä în mai multe cărți micologice, de verificat în volumul 2 al marii sale opere Champignons de France - Les Discomycètes din 1879. Mai departe nu este de neglijat suplimentarea justificată a renumitului micolog italian Giacomo Bresadola, anume Peziza vesiculosa var. succinea, publicată în volumul 2 al lucrării sale Fungi tridentini novi vel nondum delineati et iconibus illustrati din anul 1892. Toate celealte încercări de redenumire nu au fost aplicate niciodată.

## Descriere

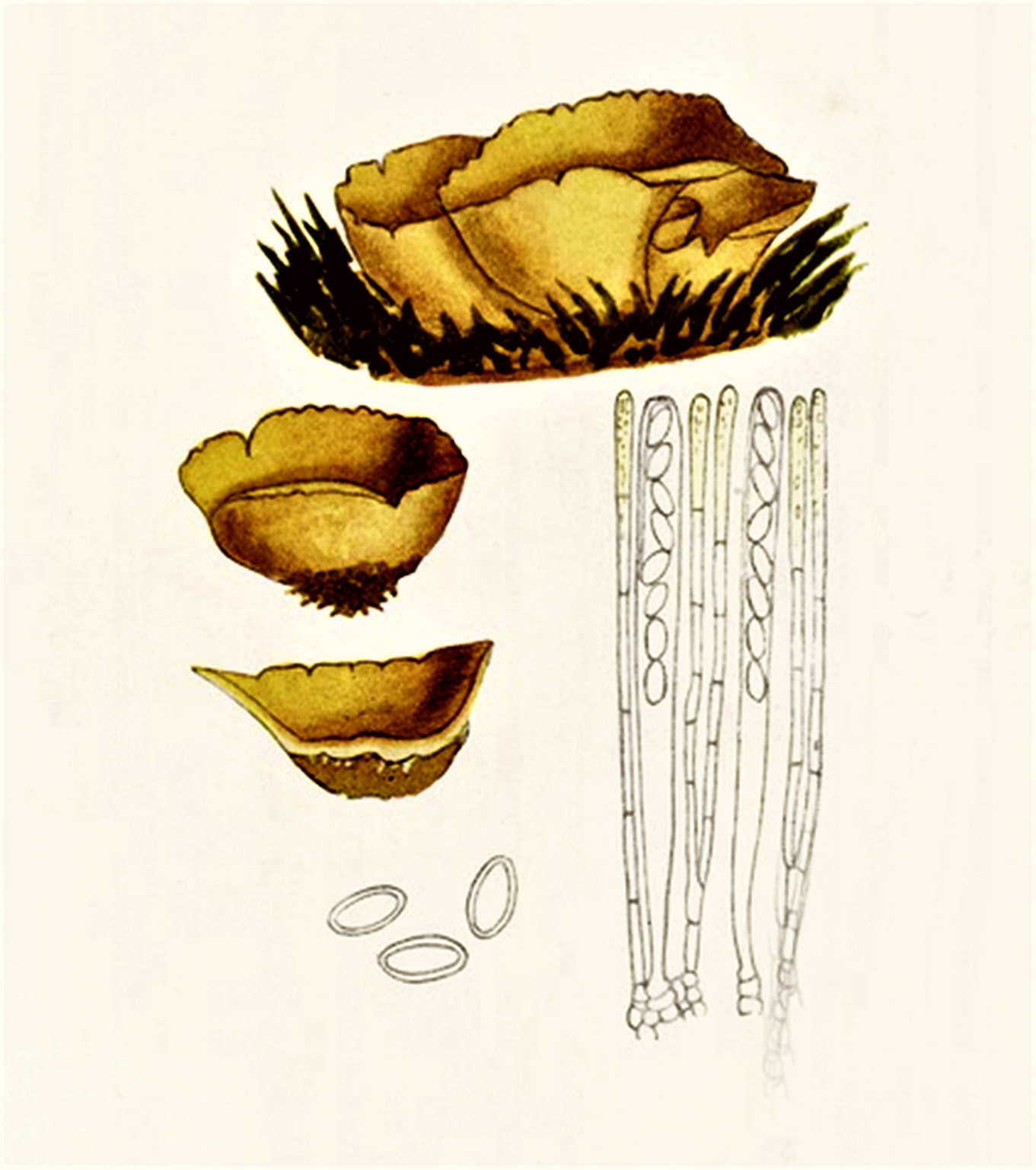
Bres.: Aleuria vesiculosa var. succinea

- Corpul fructifer: are un diametru 3-9 cm (pe sol potrivit până la 12 cm), o înălțime de 3-6 cm și o grosime de până la 3 mm, este ceros și fragil, aproape gelatinos, inițial rotunjor, umflat veziculos și cu marginea răsfrântă spre interior. Mai târziu capătă formă de oală cu marginea îndoită, ondulat-dințată, câteodată cu rupturi, dar nu se aplatizează niciodată complet. Suprafață inferioară (superioară), cea fertilă (adică cea căptușită cu stratul himenal care va produce sporii), este netedă, mai întâi de un galben-maroniu deschis, apoi brun ca cafeaua cu lapte. Suprafața exterioară cu aspect prăfos, este albicioasă sau de un ocru slab, fiind cleios-făinoasă până solzoasă, și prezintă adesea vezicule mici, mai ales spre bază. Variația succinea este în total maronie, ambele suprafețe fiind mai mult sau mai puțin netede.
- Piciorul: lipsește adesea. Dacă există, este foarte scurt, îndoit și de culoare albicioasă până palid maronie, asemănător suprafeței exterioare a corpului fructifer.
- Carnea: albicios-roșiatică (la variația succinea brună) este destul de groasă, ceva sticloasă, ceroasă și friabilă, fiind în stadiu umed aproape transparentă. Mirosul este descris de cei mai mulți autori drept imperceptibil, unii însă sunt de părere, că ar avea o aromă puternică, de ciuperci. Gustul este plăcut.[4][5]
- Caracteristici microscopice: descrierea se referă la Peziza vesiculosa, iar în paranteze cea a Peziza vesiculosa var. succinea, dacă este divergentă. Sporii sunt foarte mari, elipsoidali, hialini (translucizi), netezi pe suprafață, cu pereți groși și fără o picătură de ulei în interior, măsurând 18-24 x 12-13 (22-24 x 12-13) microni. Pulberea lor este albicioasă (deschis maronie). Ascele cu 8 spori sunt cilindrice, lung elipsoidale și rotunjite la vârf cu o mărime de 280-400 x 15-20 (320-360 x 18-24)  microni. Au un mecanism de pliere, un așa numit opercul (termen botanic cu o anumită structură care acționează ca un capac sau o clapetă) pentru eliberarea sporilor. Parafizele sunt simple sau ramificate, septate și groase de 5-6 microni, ascuțit clavate până la 7-8 microni. Hipoteciile sunt de mărime diversă: unele măsoară 8-12 μm , altele 35-50 μm. În mijlocul tramei se poate observa uneori un strat de hife fine, inconstant și de scurtă durată, care împarte carnea în două jumătăți.[9]
- Reacții chimice: carnea nu se decolorează cu nici un reactiv, doar vârfurile ascelor devin la adăugare de iod albastre.[10]

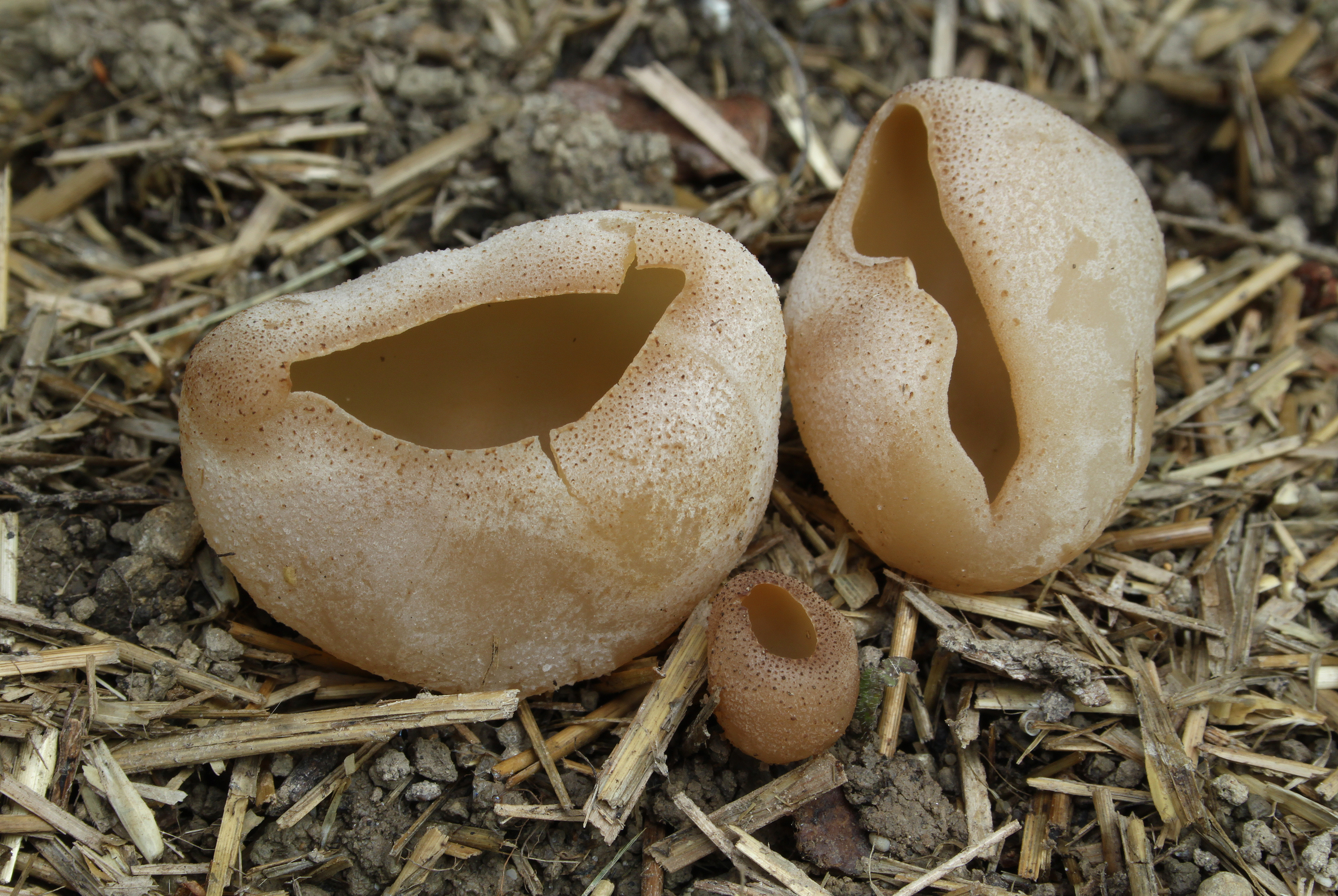
P vesiculosa tinere
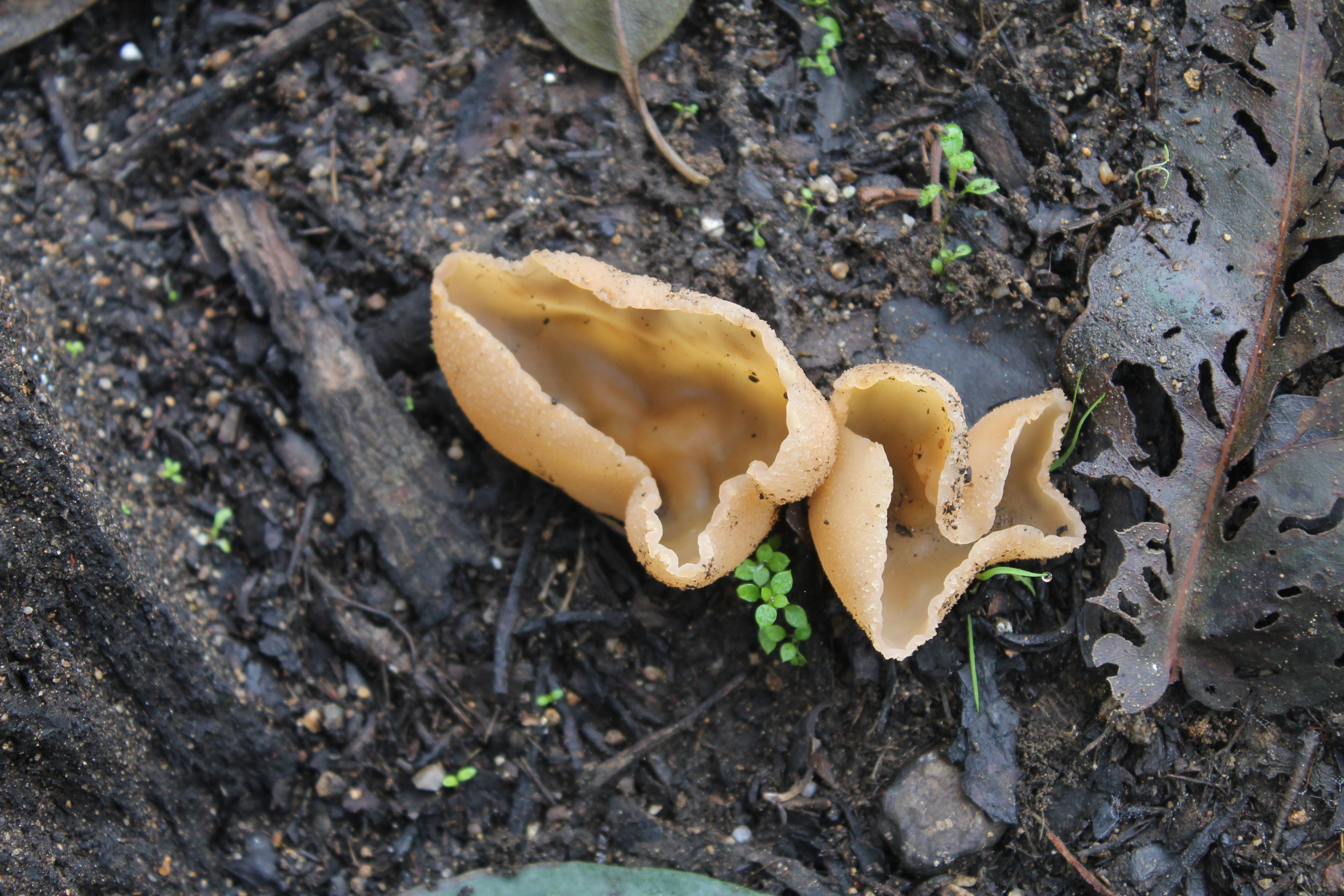
P. vesiculosa mature
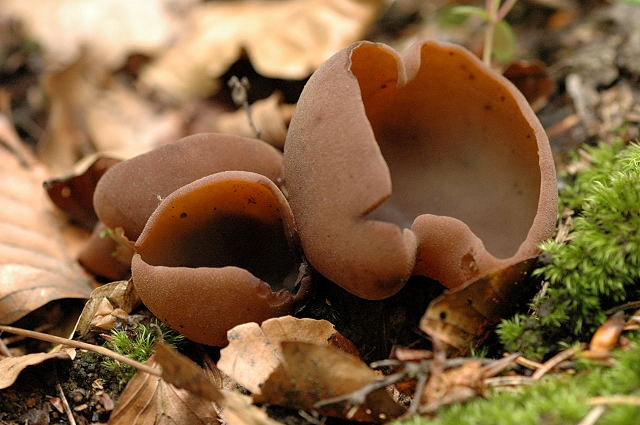
P. vesiculosa, variație brună

## Confuzii
Peziza badia poate fi confundată cu alte specii de aspect asemănător din încrengătura Ascomycota, cum ar fi: Caloscypha fulgens (fără valoare), Discina ancilis sin. Discina perlata (comestibilă), Disciotis venosa (comestibilă), Dumontinia tuberosa sin. Sclerotinia tuberosa (fără valoare), Helvella acetabulum (comestibilitate limitată), Helvella leucomelaena (comestibilitate limitată), Otidea cochleata (comestibilă), Otidea leporina (comestibilă), Otidea onotica (comestibilă), Peziza arveniensis (comestibilă), Peziza badia (comestibilă), Peziza cerea (fără valoare), Peziza michelii (fără valoare), Peziza varia (comestibilă) sau cu Sarcosphaera coronaria sin. Sarcosphaera crassa (posibil foarte otrăvitoare), Sarcosphaera eximia (destul de otrăvitoare, conține giromitrină), corp cu tonuri mai albăstruie, miros de revent la maturitate) și Tarzetta cupularis (fără valoare culinară).

## Specii asemănătoare

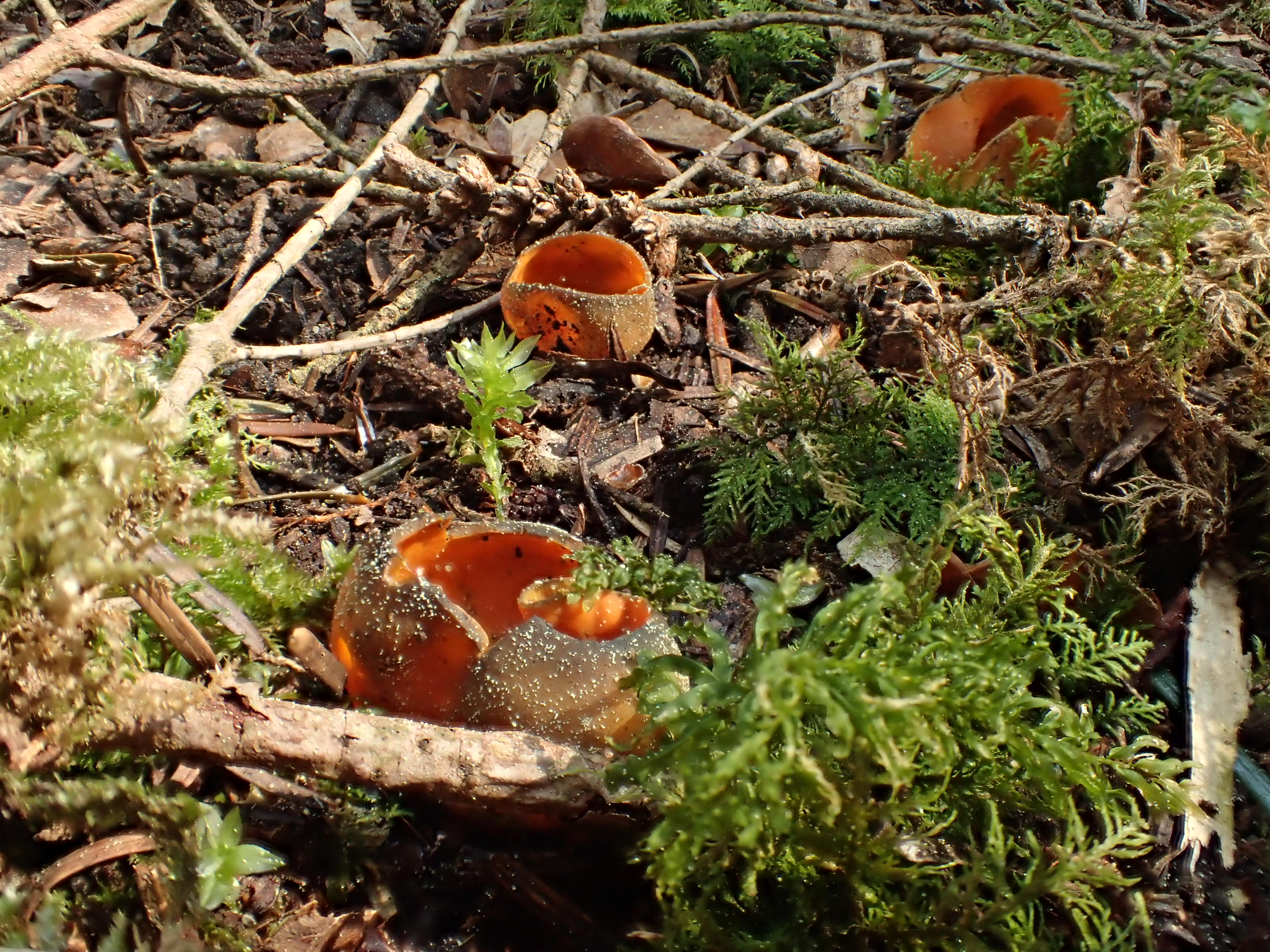
Caloscypha fulgens
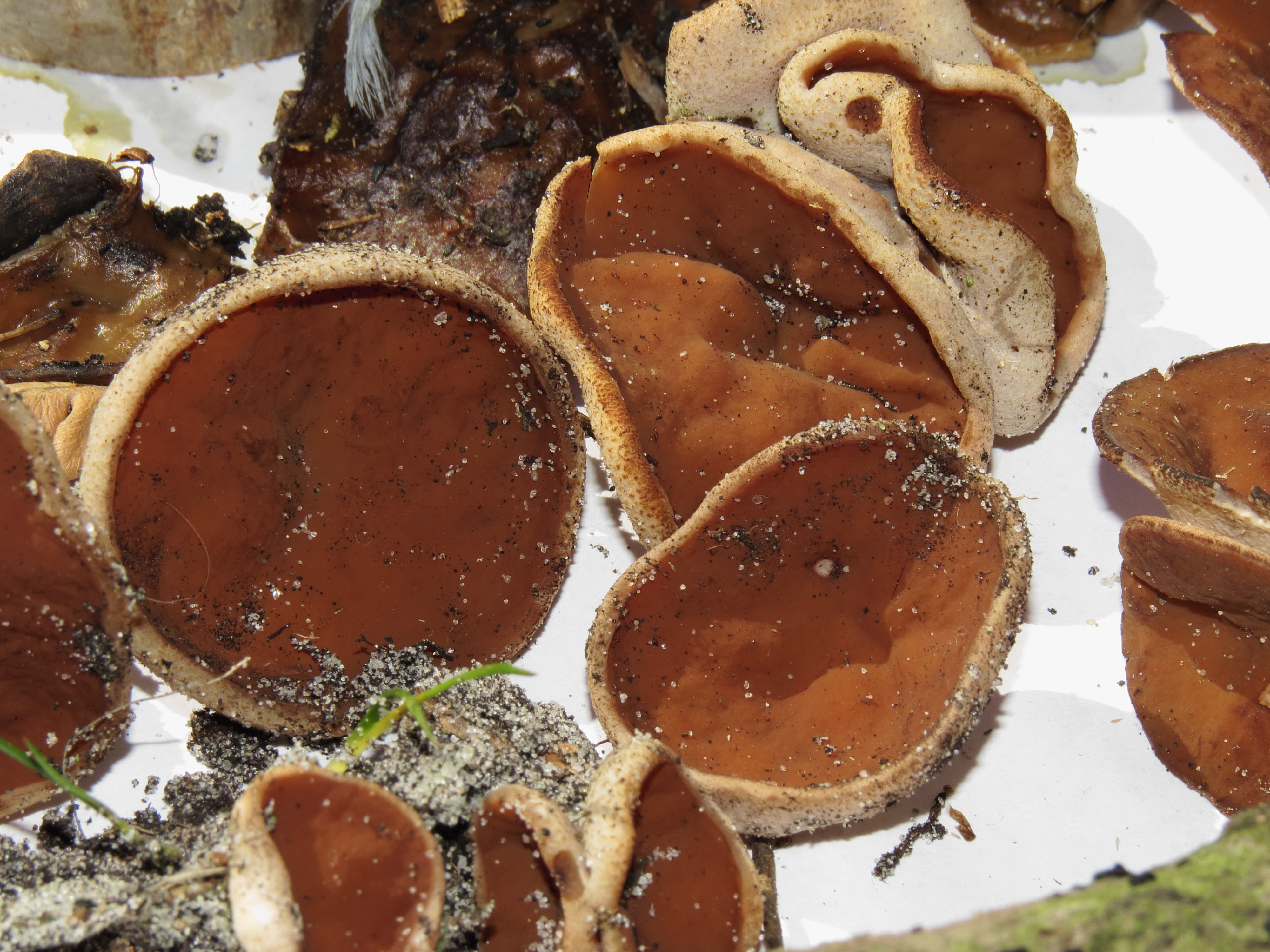
Discina ancilis sin. Discina perlata
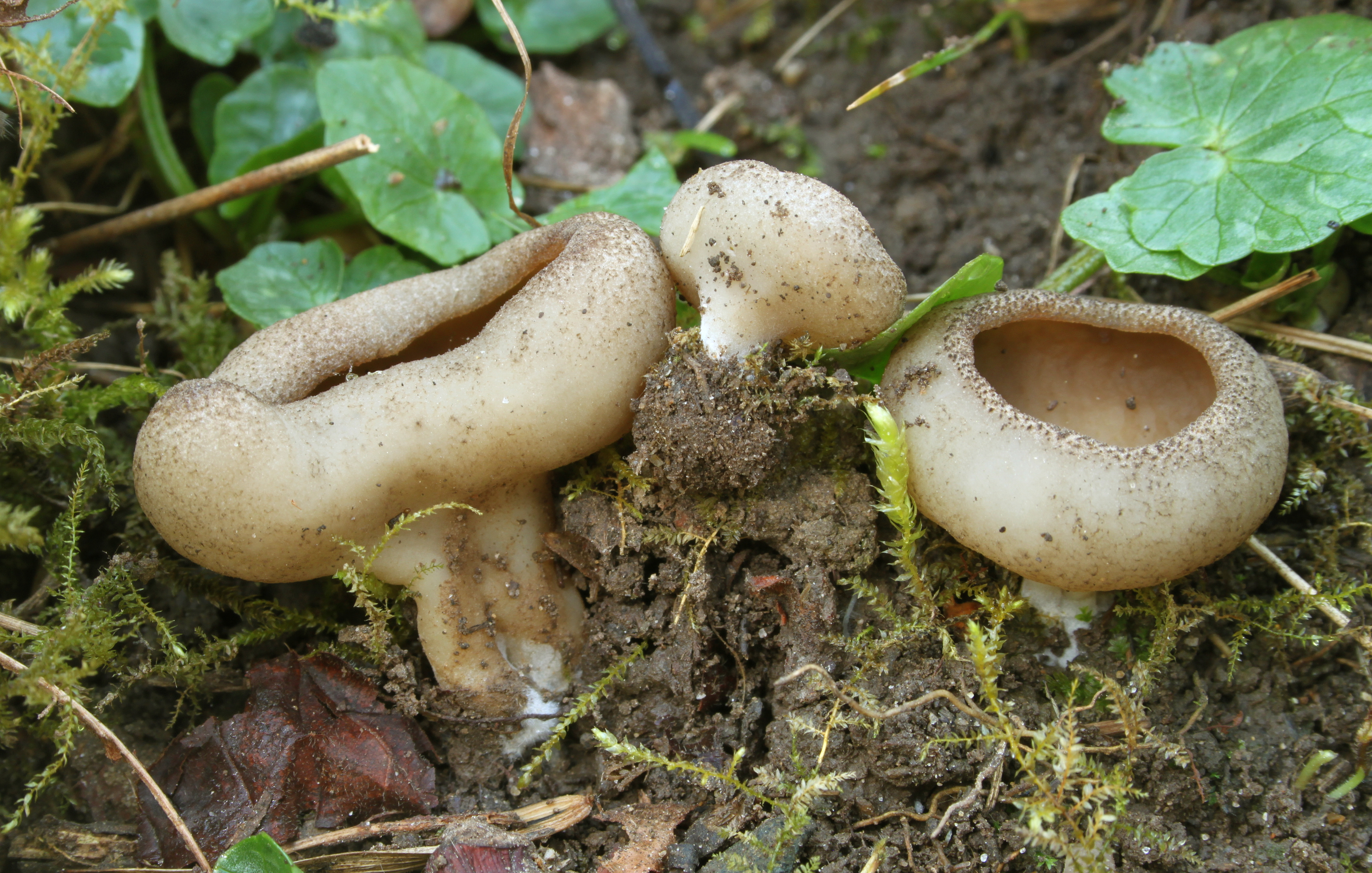
Disciotis venosa
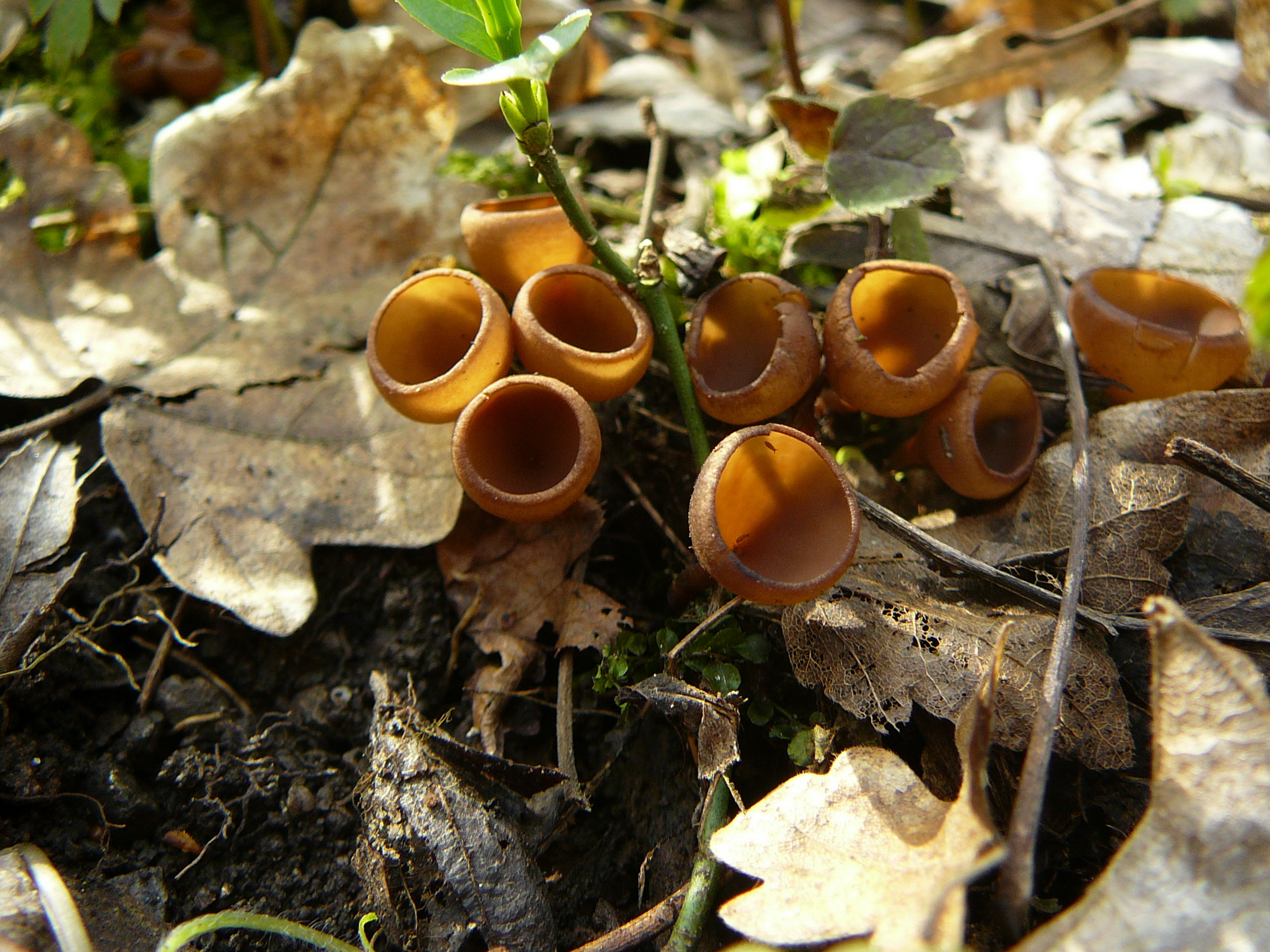
Dumontinia tuberosa
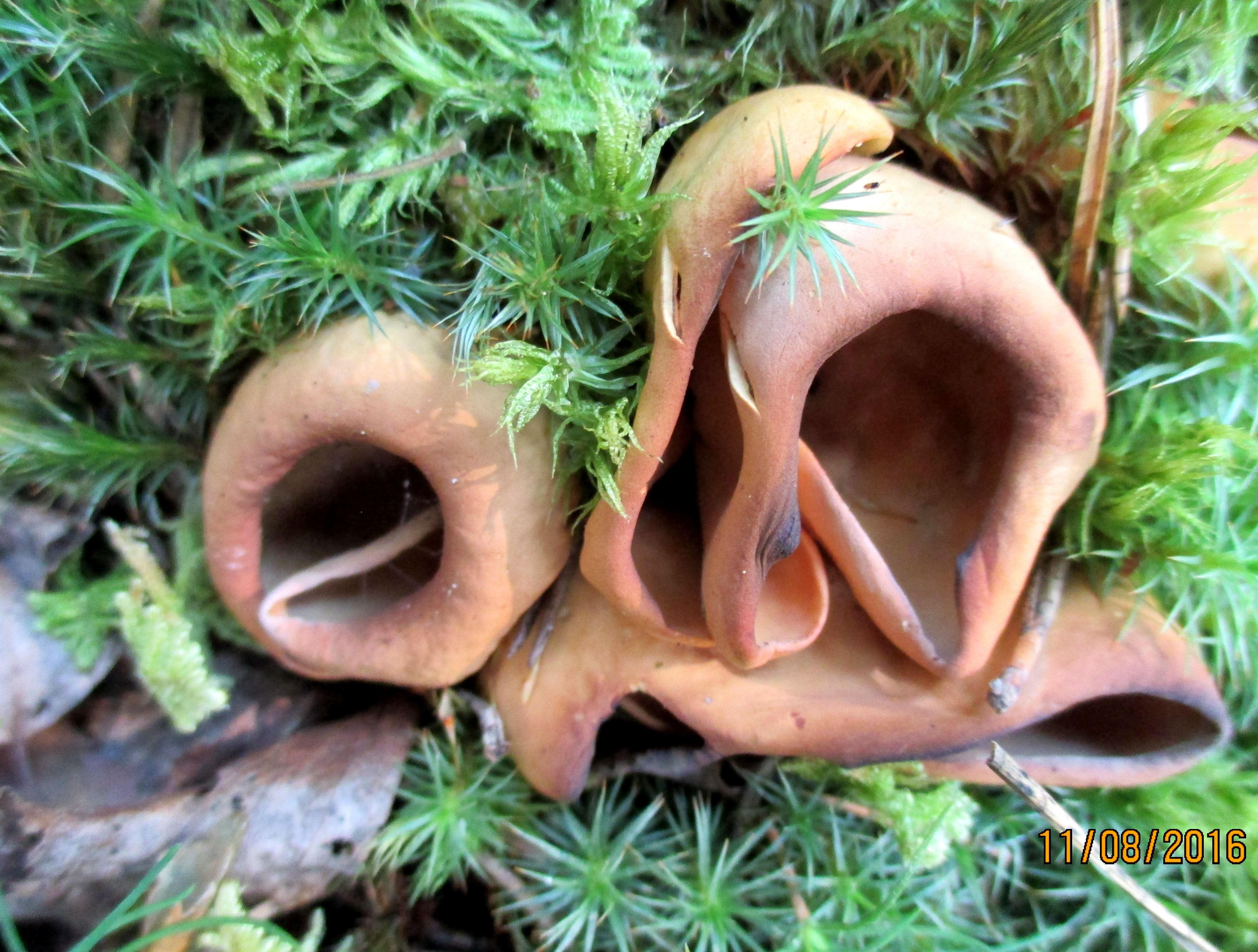
Helvella acetabulum
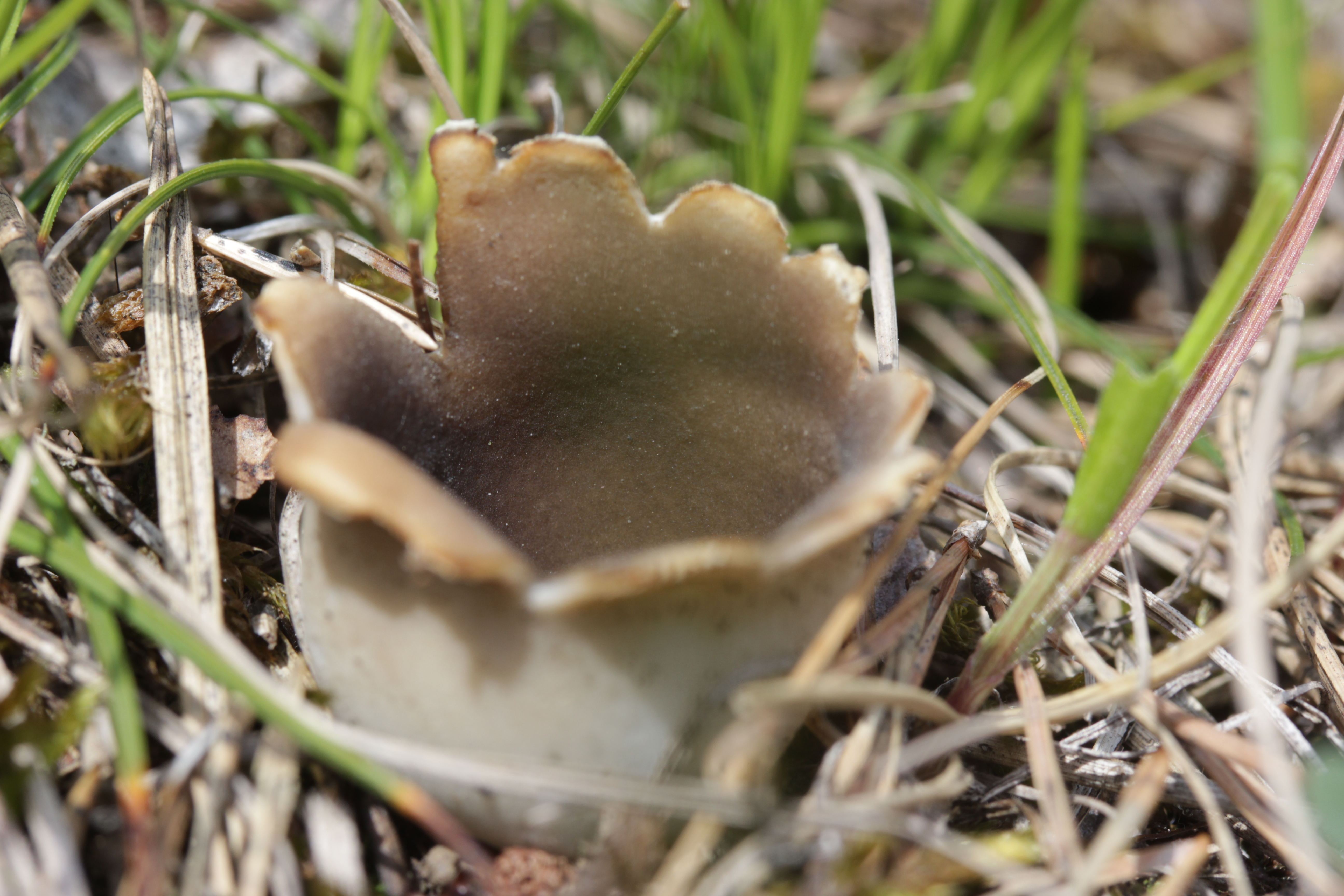
Helvella leucomelaena
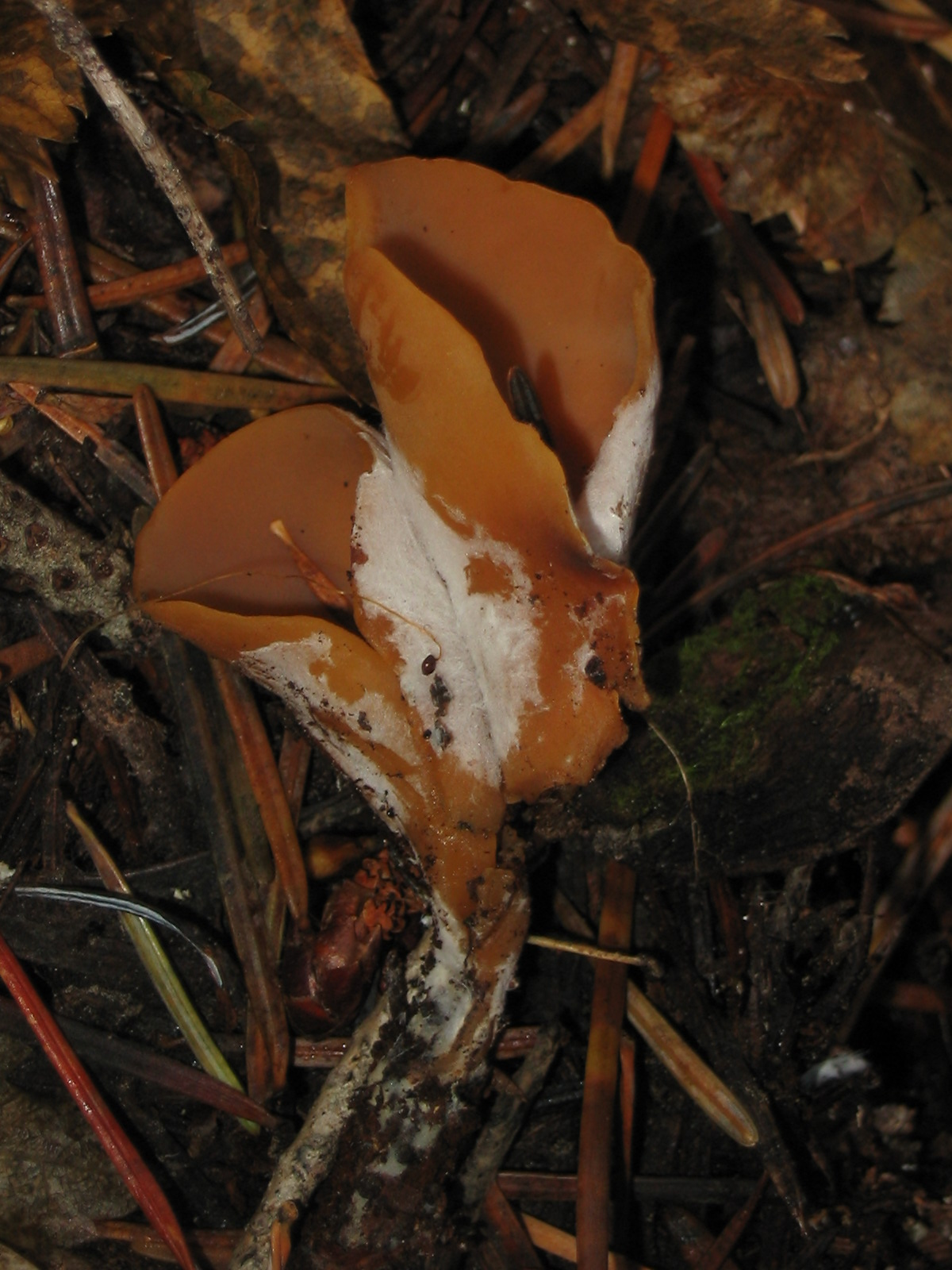
Otidea leporina
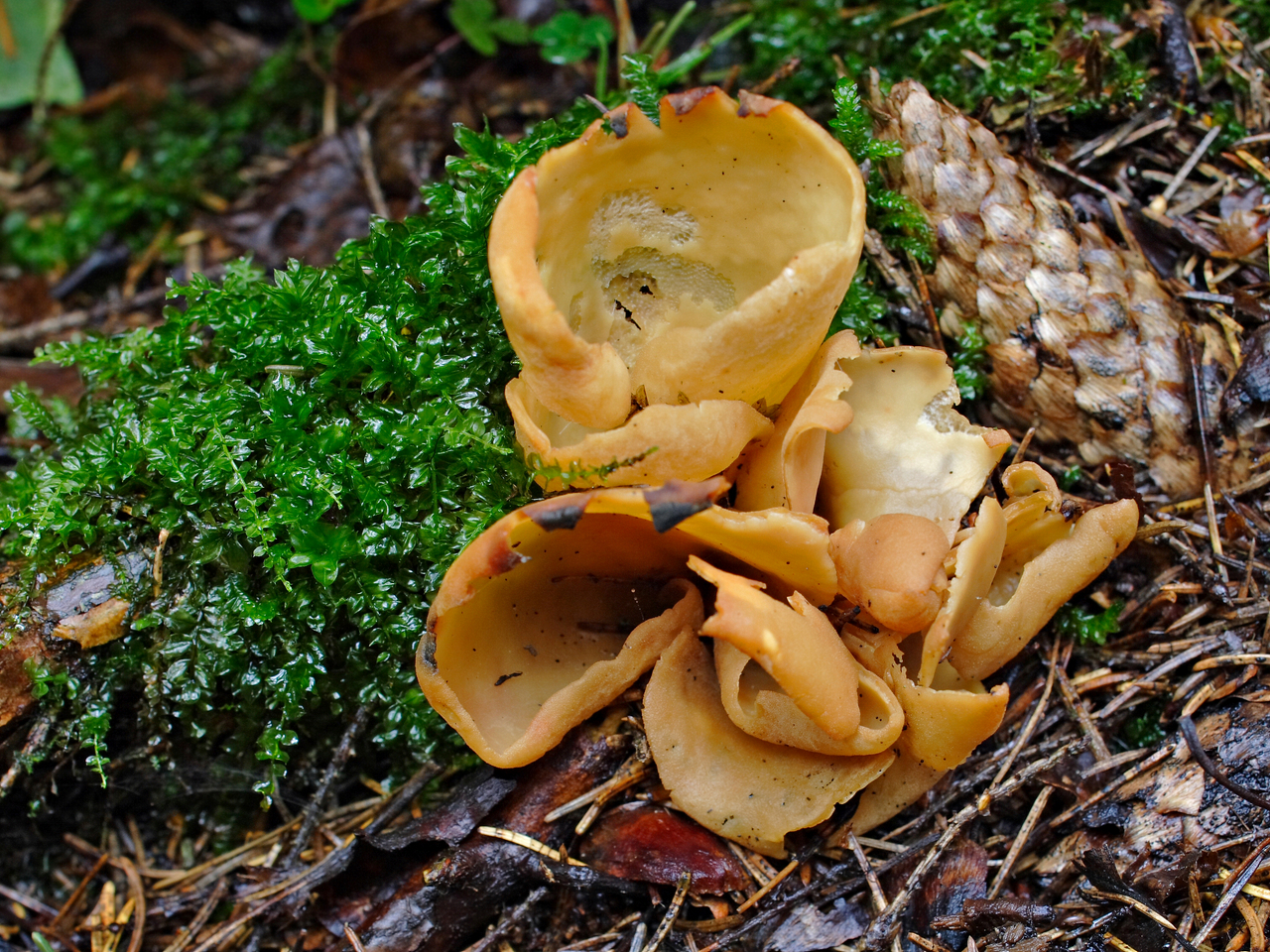
Otidea onotica

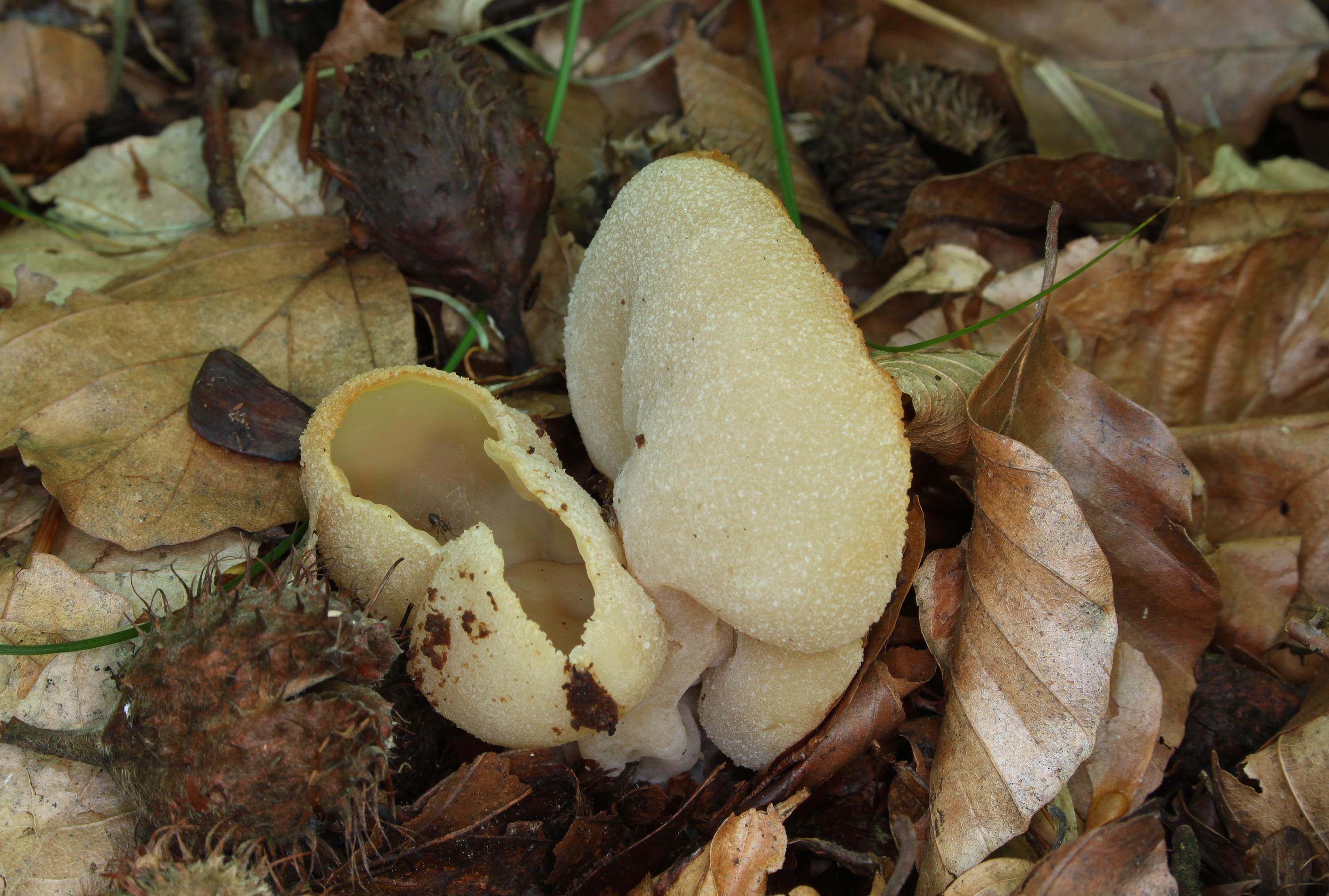
Peziza arvernensis
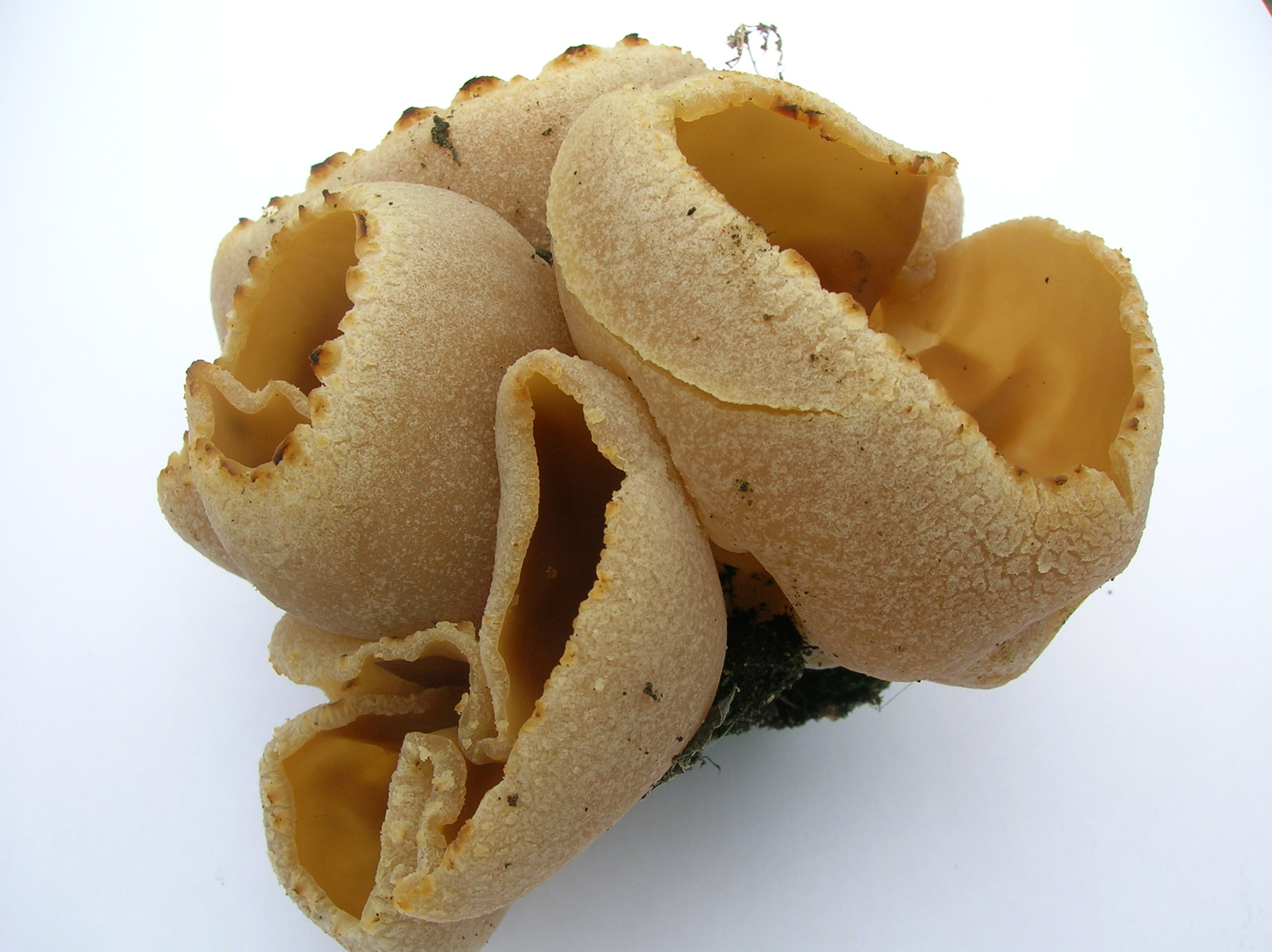
Peziza cerea
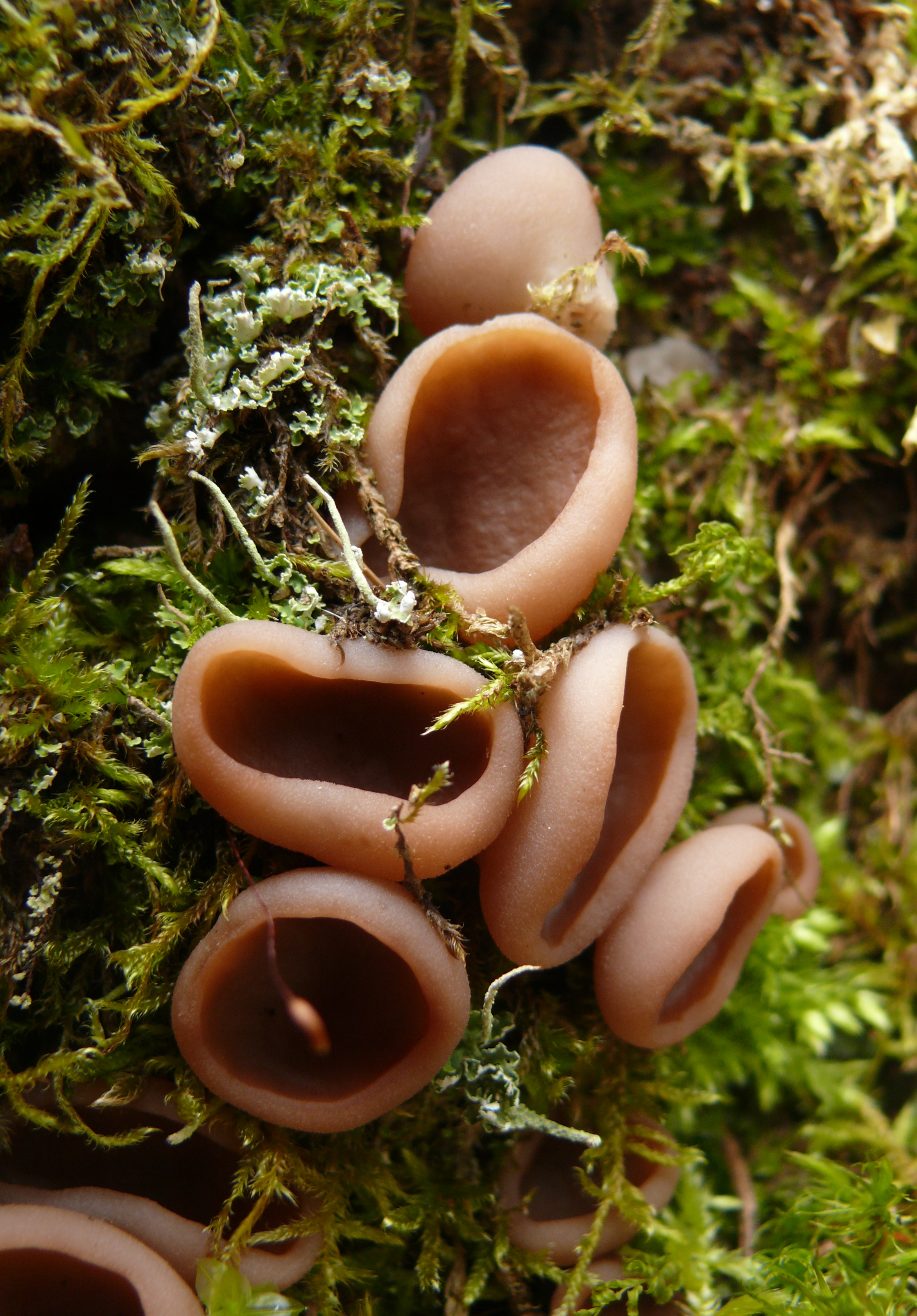
Peziza badia
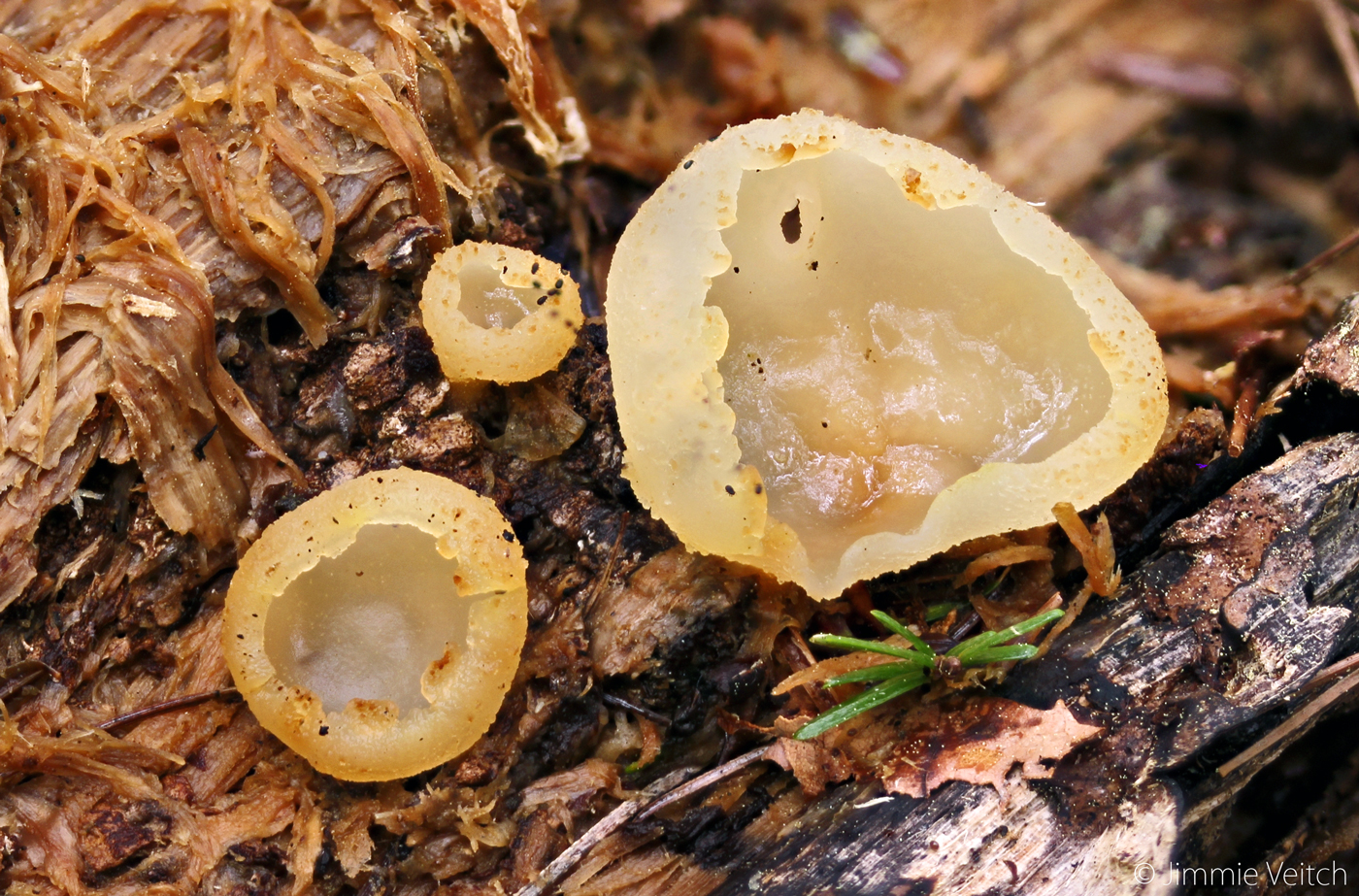
Peziza varia
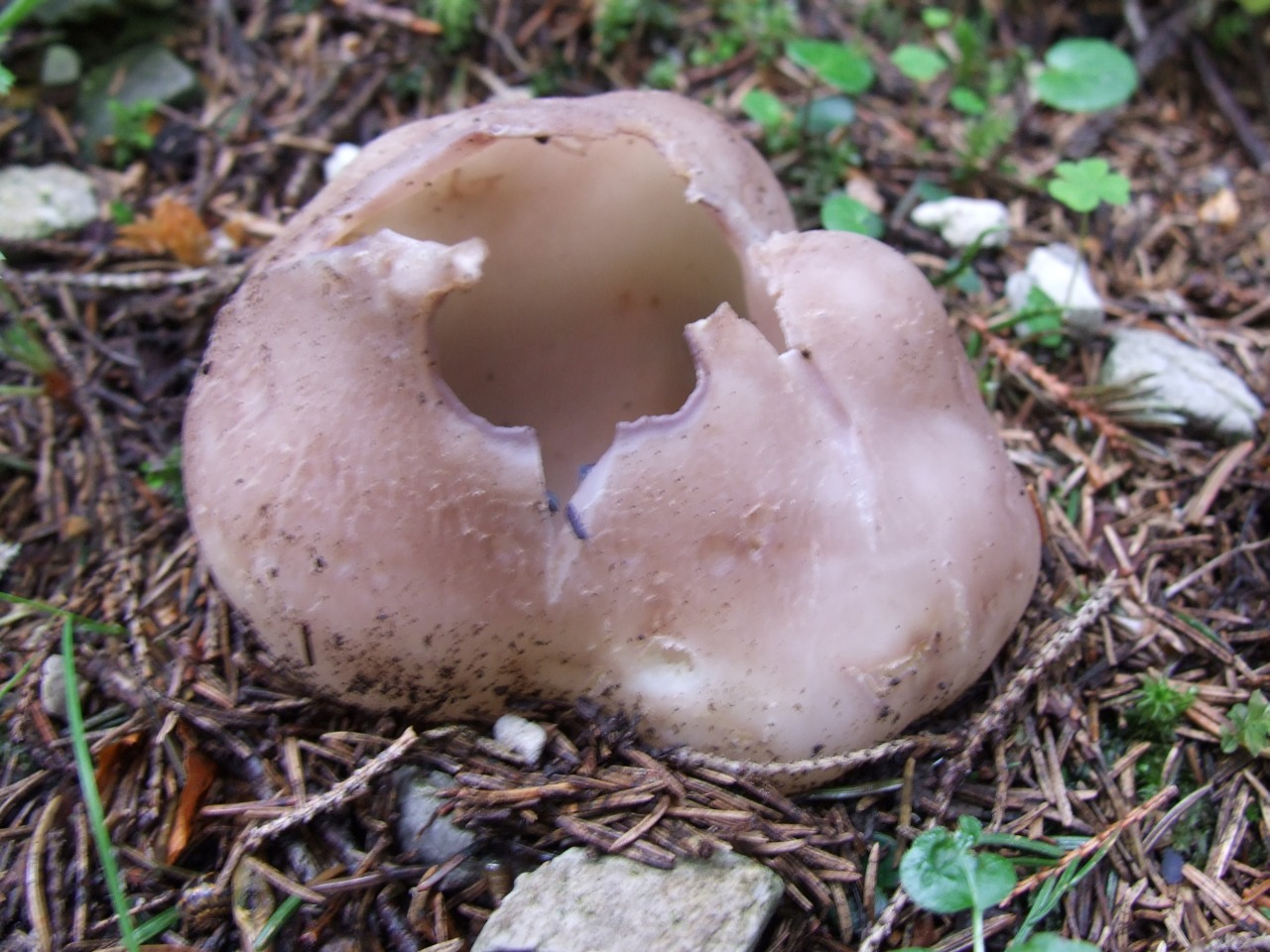
!!Sarcosphaera coronaria!!
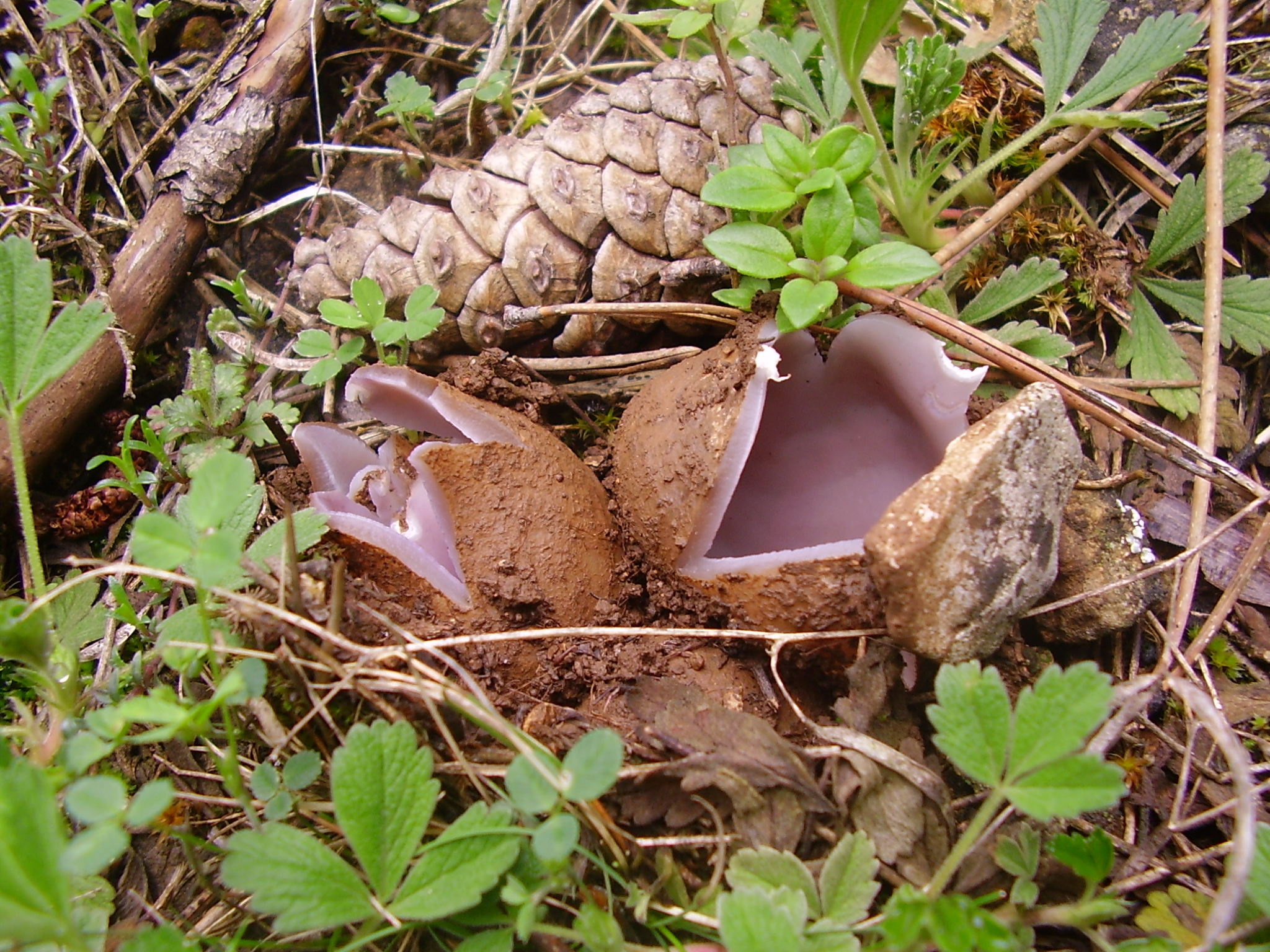
!!Sarcosphaera eximia!!
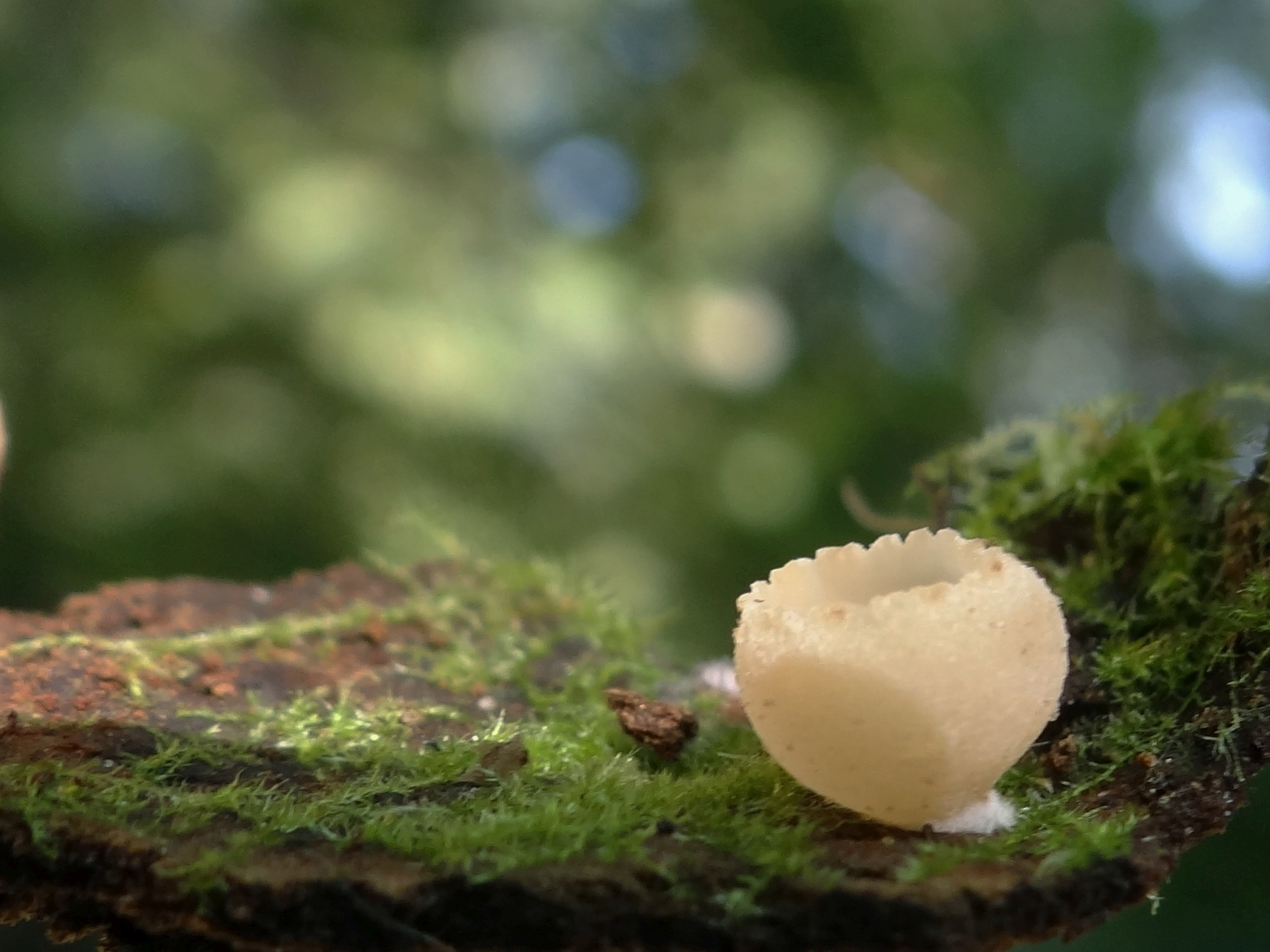
Tarzetta cupularis

## Valorificare
Aceste păhăruțe nu sunt de valoare culinară foarte ridicată, deși unii afirmă, că au avea un miros de ciuperci, d exemplu Giacomo Bresadola. Avantajul este, că acest soi nu conține nici o substanță toxică și ar putea fi ingerat și în doze mai mari. Mai departe se spune, că ar avea efecte beneficiare pentru organismul omului (vezi jos).
Găocele conțin substanțe antibiotice. Ele inhibă și chiar distrug o serie de bacterii prin substanțele pe care le secretă, întăresc sistemul imunitar, stimulând activitatea leucocitelor (globulele albe din sânge) și cresc rezistența organismului la acțiunea bacteriilor si virușilor. Se spune că ciupercile ar avea  și un puternic efect afrodiziac, anumite proteine conținute ar stimula centrii nervoși ai sexualității. Ciupercile pot fi folosite și in curele de slăbire, fiindcă nu conțin amidon. Înlocuiesc cu succes carnea, oferind aceeași cantitate de proteine și energie. Pot fi consumate și de diabetici, deoarece sunt liberi de zahăr sau lipide.  Nutriționiștii apreciază, că ciupercile sunt extrem de bine tolerate de organism si ajută la diluarea sângelui. Astfel, se reduce riscul de infarct.

## Bibiliografie
- Bruno Cetto: „I funghi dal vero”, vol. 1-7, Editura Arte Grafiche Saturnia, Trento 1976-1993 (pentru cercetarea în total)
- Marcel Bon: “Pareys Buch der Pilze”, Editura Kosmos, Halberstadt 2012,  ISBN 978-3-440-13447-4
- Rose Marie Dähncke: „1200 Pilze in Farbfotos”, Editura AT Verlag, Aarau 2004, ISBN 3-8289-1619-8
- Ewald Gerhard: „Der große BLV Pilzführer“ (cu 1200 de specii descrise și 1000 fotografii), Editura BLV Buchverlag GmbH & Co. KG, ediția a 9-a, München 2018, ISBN 978-3-8354-1839-4
- Jean-Louis Lamaison & Jean-Marie Polese: „Der große Pilzatlas“, Editura Tandem Verlag GmbH, Potsdam 2012, ISBN 978-3-8427-0483-1
- J. E. și M. Lange: „BLV Bestimmungsbuch - Pilze”, Editura BLV Verlagsgesellschaft, München, Berna Viena 1977, ISBN 3-405-11568-2
- Hans E. Laux: „Der große Pilzführer, Editura Kosmos, Halberstadt 2001, ISBN 978-3-440-14530-2
- Gustav Lindau: „Kryptogamenflora für Anfänger: Eine Einführung in das Studium der blütenlosen Gewächse für Studierende und Liebhaber“, vol. 2, Editura Julius Springer, Berlin 1922
- Till E. Lohmeyer & Ute Künkele: „Pilze – bestimmen und sammeln”, Editura Parragon Books Ltd., Bath 2014, ISBN 978-1-4454-8404-4
- Meinhard Michael Moser: „Kleine Kryptogamenflora der Pilze – vol. II a.: „Höhere Phycomyceten und Ascomyceten”, Editura Gustav Fischer, Jena 1963